# Mali Ston
Mali Ston és una petita població on comença la península de Pelješac a l'extrem del golf homònim (Zaljev Malostonski) al comtat de Dubrovnik-Neretva de Croàcia.
Mali Ston s'aplega al voltant d'un port del segle xv i posseeix un dipòsit de sal que recorda l'època que les salines contribuïen a la prosperitat de Ragusa. Protegit com a parc natural, la badia de Mali Ston és abundant en la vida de plantes i animals a causa dels grans avantatges naturals, sobretot els topogràfics i climatològics. És adequada pel desenvolupament intensiu de la piscicultura (peix i marisc). Les ostres en són especialment famoses.
El 1333, Ragusa adquiria la península de Pelješac pagant tant al rei serbi com al ban bosnià (els dos afirmaven que eren els seus propietaris). Tot seguit varen construir muralles i fortificacions per enfortir les ciutats de Ston i Mali Ston i controlar el pas a la península, donant un segell urbà a una regió que fins aleshores era rural.
Aquestes muralles són una proesa notable d'arquitectura medieval amb uns 890 metres de mur dins la ciutat i més de 5 km a fora de la ciutat.